# Comisión Nacional de Telecomunicaciones (Filipinas)
La Comisión Nacional de Telecomunicaciones de Filipinas
(en inglés: National Telecommunications Commission, NTC; en filipino: Pambansang Komisyon sa Telekomunikasyon) es el organismo regulador de las telecomunicaciones en Filipinas.
Es una agencia adscrita al Departamento de Tecnologías de la Información y las Comunicaciones (Department of Information and Communications Technology, DICT), responsable de la supervisión, resolución de disputas y control de todos los servicios de telecomunicaciones, así como de las redes de radio y televisión en todo el país.

## Historia
La Comisión Nacional de Telecomunicaciones (NTC) fue creada mediante la Orden Ejecutiva N.º 546, promulgada el 23 de julio de 1979, y se le otorgaron funciones regulatorias y cuasi-judiciales que anteriormente ejercían la Junta de Comunicaciones (Board of Communications) y la Oficina de Control de Telecomunicaciones (Telecommunications Control Bureau), las cuales fueron abolidas en la misma orden.
Principalmente, la NTC es el único organismo que ejerce jurisdicción sobre la supervisión, adjudicación y control de todos los servicios de telecomunicaciones y redes de televisión en todo el país. Para el cumplimiento efectivo de esta responsabilidad, adopta y promueve directrices, normas y reglamentos sobre el establecimiento, operación y mantenimiento de diversas instalaciones y servicios de telecomunicaciones a nivel nacional.
Aunque independiente en lo que respecta a sus funciones regulatorias y cuasi-judiciales, la NTC permanece bajo la supervisión administrativa del Departamento de Tecnologías de la Información y las Comunicaciones como una agencia adscrita. Sin embargo, en cuanto a sus funciones cuasi-judiciales, las decisiones de la NTC solo pueden ser apeladas directamente ante la Corte Suprema de Filipinas.

### Cronología
- 1927: Se promulgó la Ley N.º 3396, conocida como la Ley de Estaciones de Radio Marítimas (Ship Radio Station Law). La Sección de Construcción y Mantenimiento de Radio, la primera oficina reguladora de radio, fue encargada de hacer cumplir dicha ley.
- 1931: Se promulgó la Ley N.º 3846, conocida como la Ley de Control de Radio (Radio Control Law). Se creó la División de Control de Radio dentro de la Oficina de Correos, bajo la jurisdicción del entonces Secretario de Comercio y Comunicaciones.
- 1939: La División de Control de Radio fue transferida al Departamento de Defensa Nacional, organizado conforme a la Orden Ejecutiva N.º 230.
- 1947: La División de Control de Radio fue nuevamente transferida al Departamento de Comercio e Industria, creado conforme a la Orden Ejecutiva N.º 230.
- 1951: Se promulgó la Ley de la República N.º 1476, aboliendo la Junta de Control de Radio.
- 1962: Se emitió la Orden Departamental 51, cambiando el nombre de la División de Control de Radio a Oficina de Control de Radio.
- 1972: Se creó la Junta de Comunicaciones (BOC) bajo la Ley de Reorganización Integrada. Fue el primer organismo cuasi-judicial con facultades de resolución en asuntos relacionados con servicios de telecomunicaciones.
- 1974: La Oficina de Control de Radio fue renombrada como la Oficina de Control de Telecomunicaciones.
- 1979: En virtud de la Orden Ejecutiva N.º 546, la Oficina de Control de Telecomunicaciones (TCB) y la Junta de Comunicaciones (BOC) fueron integradas en una sola entidad ahora conocida como la Comisión Nacional de Telecomunicaciones. El Ministerio de Transporte y Comunicaciones, creado bajo la misma orden, tiene jurisdicción administrativa sobre la NTC.
- 1987: La presidenta Corazón Aquino emitió la Orden Ejecutiva N.º 125-A que convirtió a la NTC en una agencia adscrita al Departamento de Transporte y Comunicaciones (DOTC).
- 2004: La presidenta Gloria Macapagal Arroyo emitió la Orden Ejecutiva N.º 269 creando la Comisión de Tecnologías de la Información y las Comunicaciones (CICT) y transfiriendo la NTC del DOTC a la CICT.
- 2005: La presidenta Gloria Macapagal Arroyo emitió la Orden Ejecutiva N.º 454 transfiriendo nuevamente la NTC al DOTC.
- 2008: La presidenta Gloria Macapagal Arroyo emitió la Orden Ejecutiva N.º 648 transfiriendo la NTC de nuevo a la CICT.
- 2011: El presidente Benigno Aquino III emitió la Orden Ejecutiva N.º 47, que mantuvo a la NTC bajo la Oficina del Presidente como parte de las Otras Oficinas Ejecutivas (OEO).
- 2016: El presidente Benigno Aquino III firmó la Ley de la República N.º 10844, creando el Departamento de Tecnologías de la Información y las Comunicaciones (DICT) y convirtiendo a la NTC en una agencia adscrita al nuevo departamento ejecutivo.
- 2020: La Comisión Nacional de Telecomunicaciones emitió una Orden de cese y desista para cerrar permanentemente toda la transmisión de ABS-CBN, incluyendo Sports and Action, Movie Central y DZMM. La franquicia legislativa expiró el 4 de mayo sin renovación.

## Eficacia
La Comisión Nacional de Telecomunicaciones ha mantenido una postura de "no intervención" desde 1995, con la promulgación de la Ley de la República N.º 7925, la cual desreguló y privatizó la industria de telecomunicaciones. Se argumenta que este enfoque de "manos fuera" resultó en que Filipinas tenga una de las velocidades de Internet más lentas de Asia. La propia NTC declaró que dicha ley es la “razón por la cual el gobierno tiene dificultades para regular el servicio de internet en la actualidad”.

## Dirección
La Comisión Nacional de Telecomunicaciones está encabezada por un comisionado nombrado por el Presidente.

### Lista de comisionados
| Comisionado                     | Desde                   | Hasta                   |
| ------------------------------- | ----------------------- | ----------------------- |
| Ceferino C. Carreon             | 23 de agosto de 1979    | 14 de marzo de 1986     |
| Tomas C. Reyes                  | 14 de marzo de 1986     | 1 de abril de 1986      |
| Jose Luis A. Alcuaz             | 23 de marzo de 1987     | 12 de noviembre de 1989 |
| Josefina T. Lichauco (interina) | 13 de noviembre de 1989 | 3 de septiembre de 1991 |
| Mariano E. Benedicto II         | 4 de septiembre de 1991 | 7 de enero de 1993      |
| Simeon L. Kintanar              | 7 de enero de 1993      | 31 de enero de 1998     |
| Fidelo Q. Dumlao (interino)     | 1 de febrero de 1998    | 15 de julio de 1998     |
| Ponciano V. Cruz Jr.            | 16 de julio de 1998     | 14 de diciembre de 1998 |
| Joseph A. Santiago              | 16 de diciembre de 1998 | 8 de febrero de 2001    |
| Agustin R. Bengzon (interino)   | 12 de febrero de 2001   | 25 de febrero de 2001   |
| Eliseo M. Rio Jr.               | 26 de febrero de 2001   | 3 de junio de 2002      |
| Armi Jane R. Borje              | 3 de junio de 2002      | 16 de enero de 2004     |
| Ronald O. Solis                 | 19 de enero de 2004     | 29 de noviembre de 2006 |
| Abraham R. Abesamis             | 30 de noviembre de 2006 | 10 de agosto de 2007    |
| Ruel V. Canobas                 | 13 de agosto de 2007    | 31 de julio de 2009     |
| Gamaliel A. Cordoba             | 1 de agosto de 2009     | 20 de octubre de 2022   |
| Ella Blanca B. López            | 20 de octubre de 2022   | En funciones            |